# Anillo central C1 (Tokio)
La Ruta circular interna (都心環状線 Toshin Kanjō-sen?) o Anillo Central Metropolitan Expressway (首都高速都心環状線 Shuto kōsoku toshinkanjō-sen?), nombrada como ruta C1, es una de las rutas del sistema de la Autopista Shuto (首都高速道路 Shuto Kōsoku Dōro, literalmente Metropolitan Expressway)  que sirve a la parte central del área de Tokio. La ruta es un anillo alrededor de los barrios especiales centrales de Chūō, Minato y Chiyoda de Tokio.

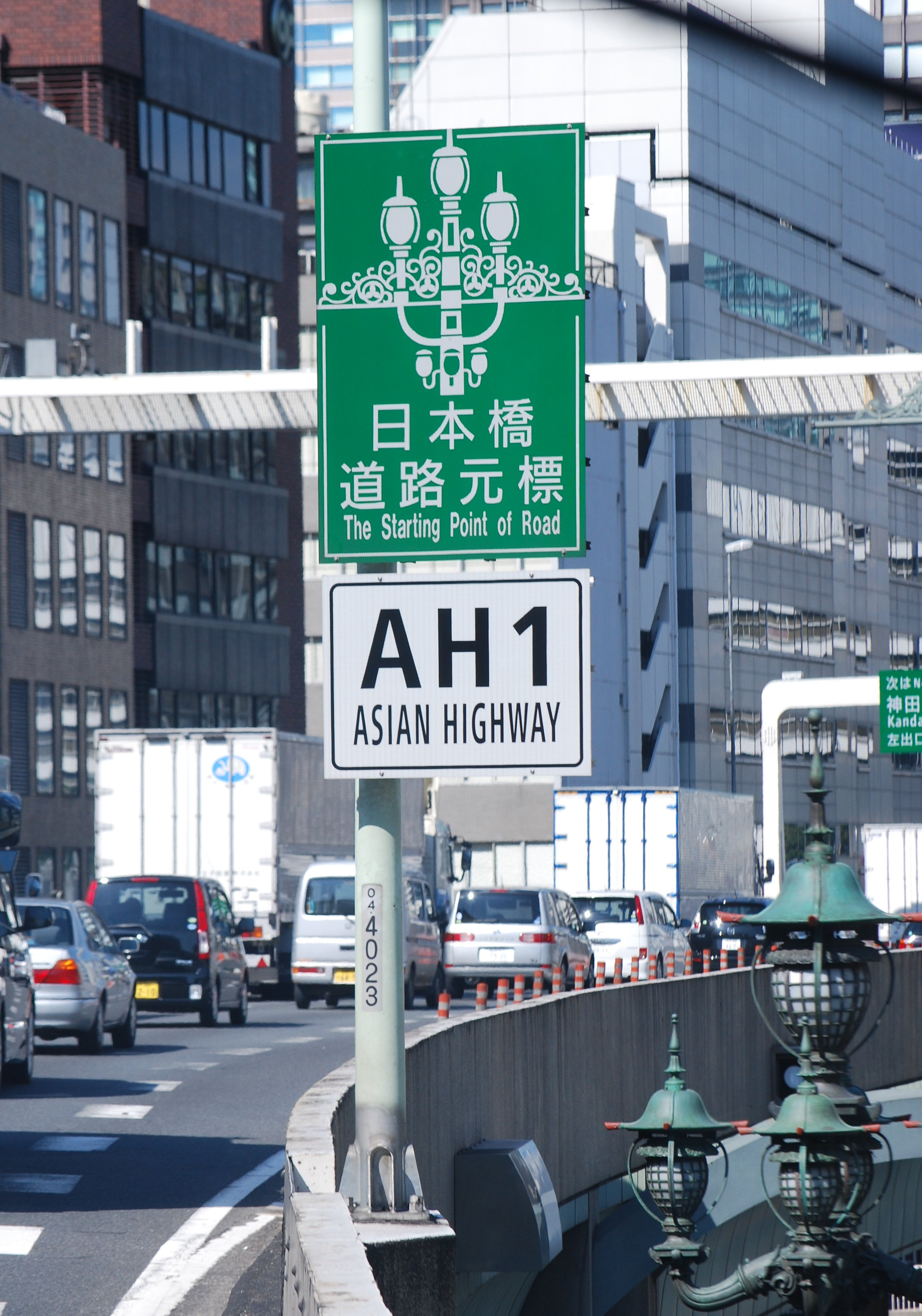
Origen de la Ruta Asiática 1 (AH1), JCT Edobashi a JCT Tanimachi vía JCT Takebashi.

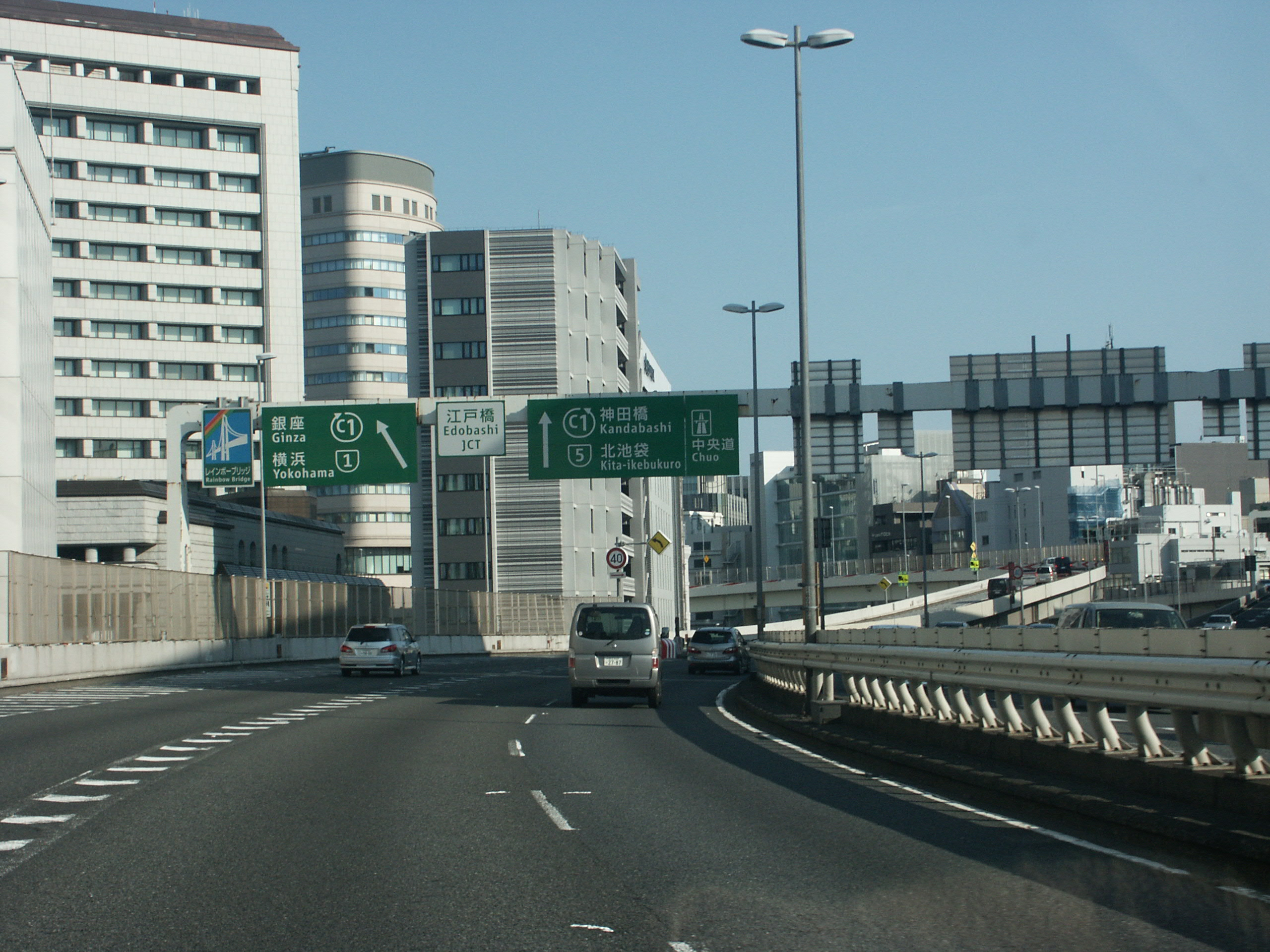
JCT Edobashi.

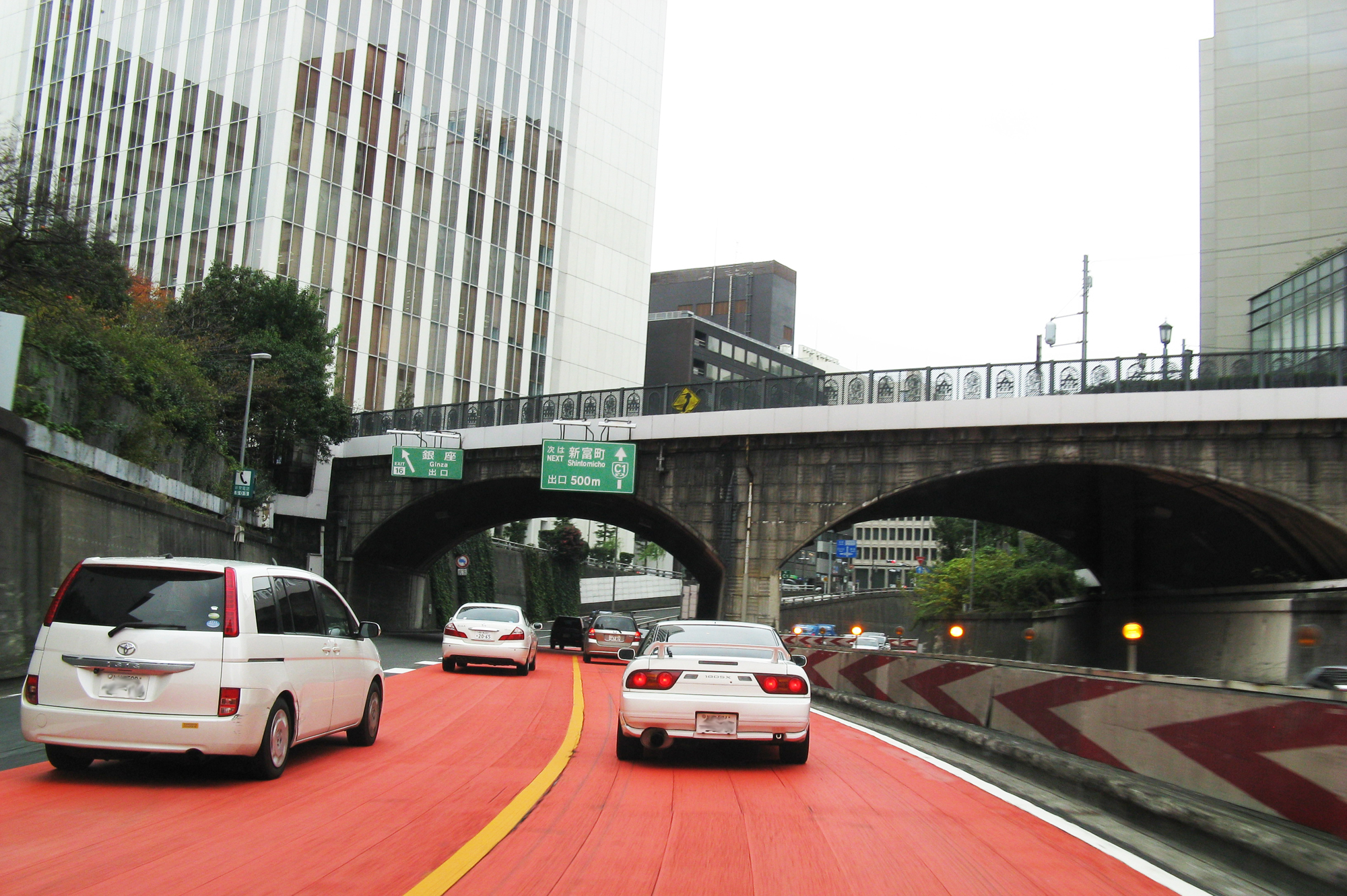
Ruta C1 cerca a Ginza.

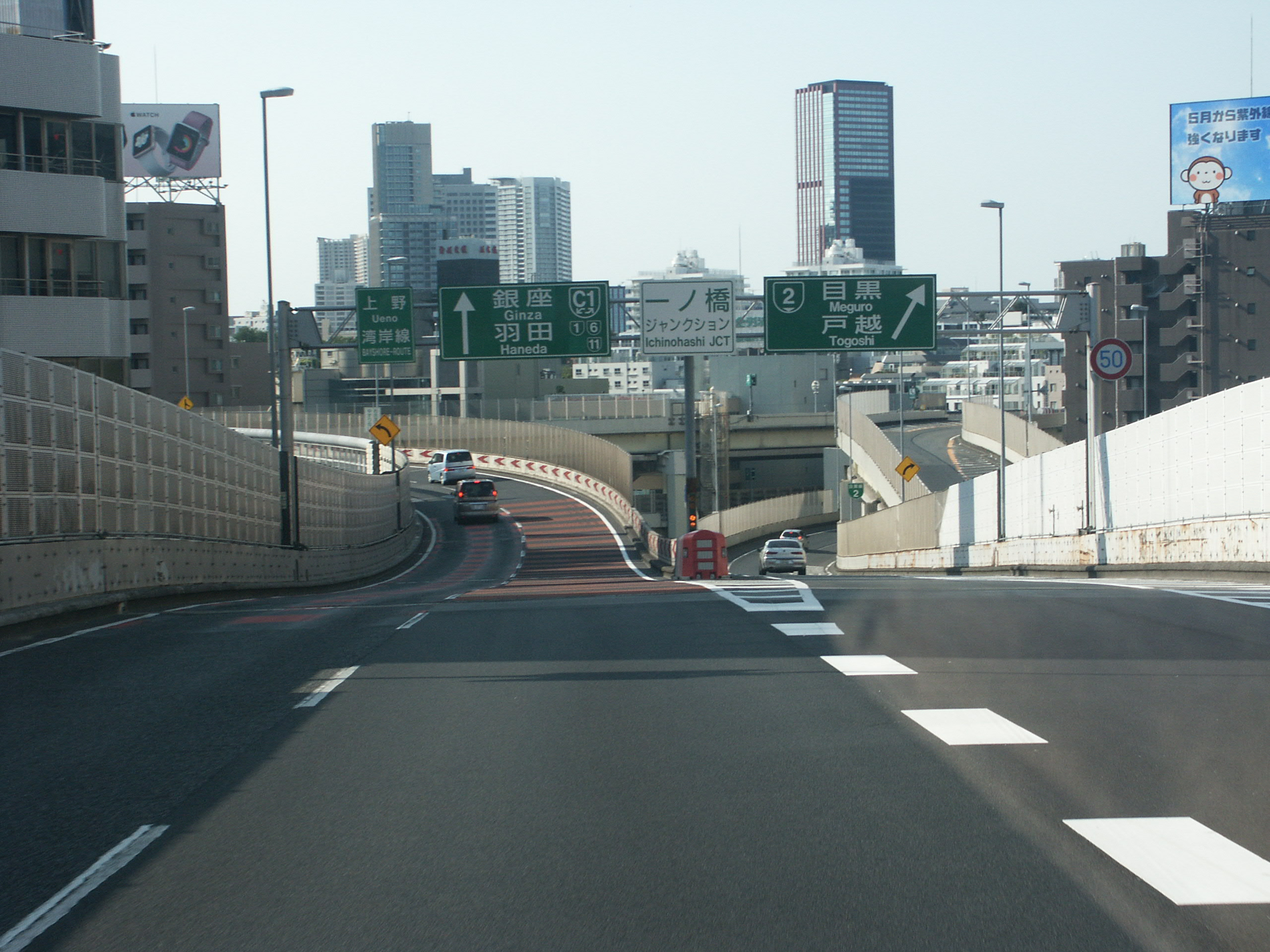
JCT Ichinohashi.

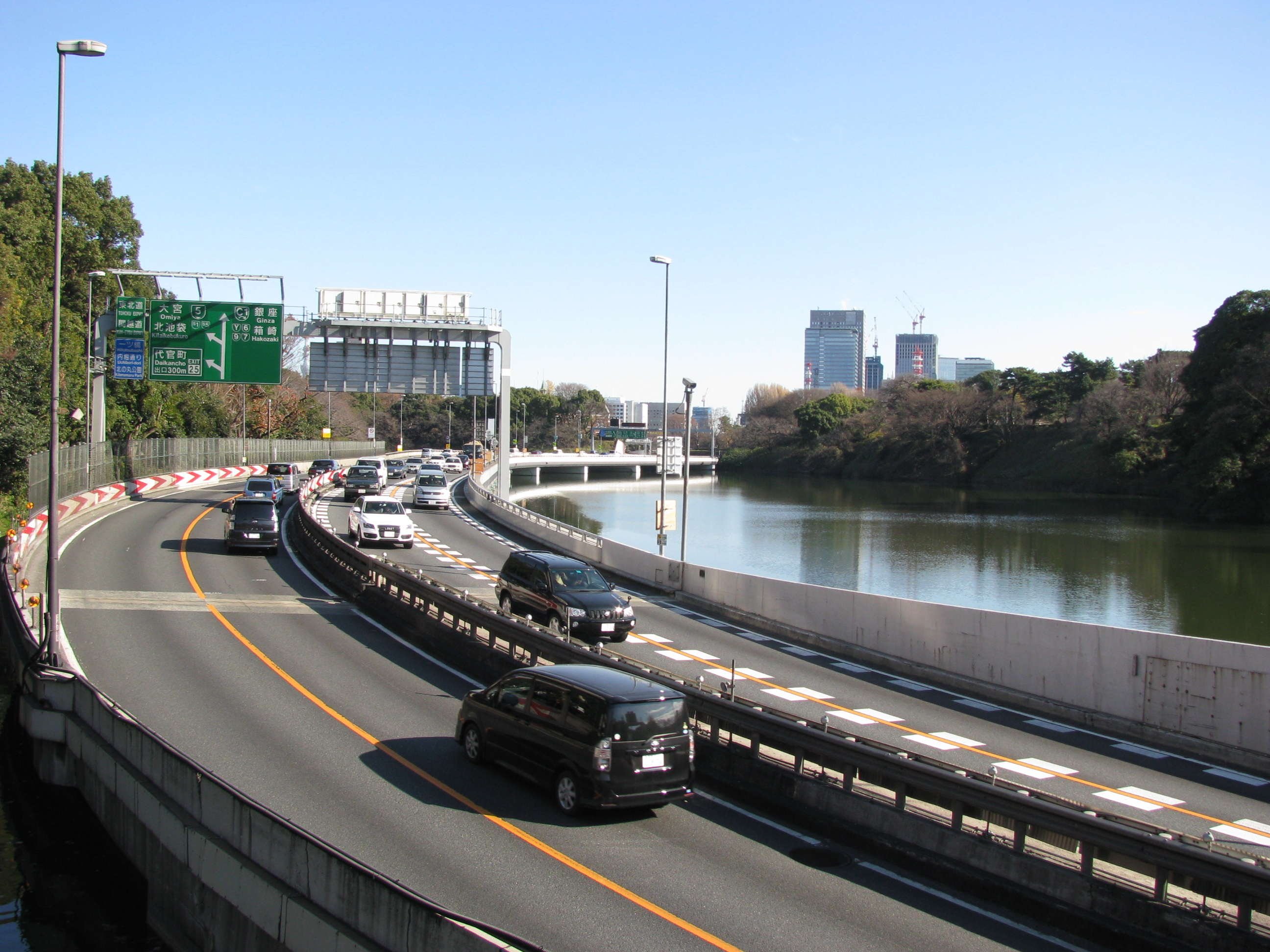
Ruta C1 en Chidorigafuchi Park.

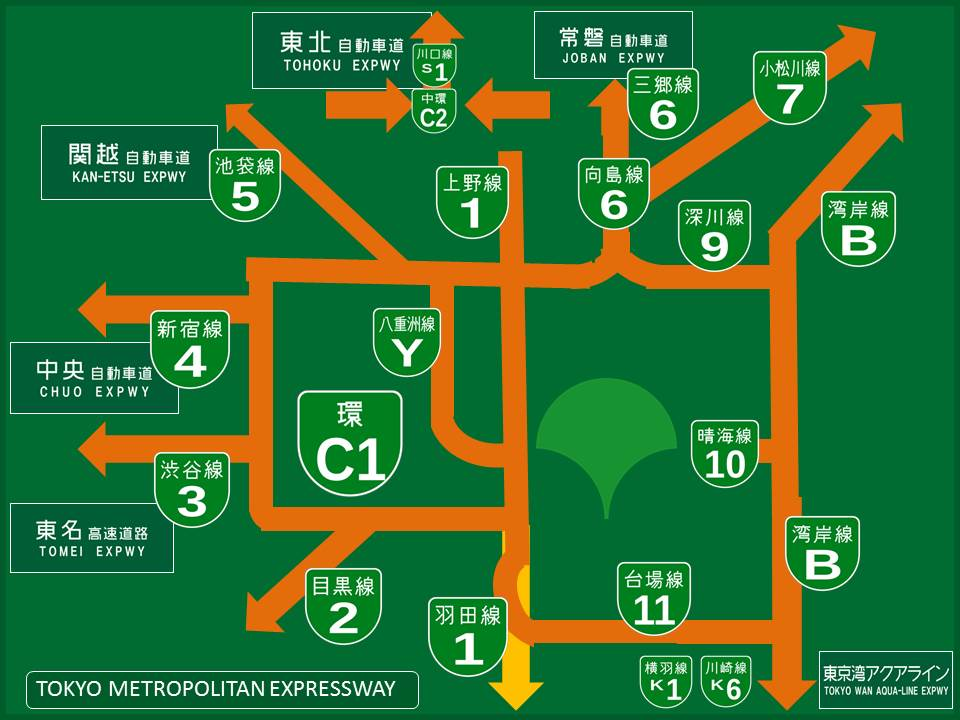
Tokyo Metropolitan Expressway.

## Detalles de la autopista
El anillo vial consta de dos carriles que giran en sentido horario (circuito externo) y otros dos en sentido antihorario (circuito interno), y tiene una longitud total de 14,3 km. La autopista está interconectada con otras rutas y con las autopistas (expressways) internas de Tokio y estas a su vez a las rutas y autopistas externas a la metrópoli que la enlazan con el resto del país.

## Intercambiadores y características
- JCT - Cruce intercambiador, EX - Salida, EN - Entrada.[1][2]

| - JCT | 0.0  | Edobashi (江戸橋)      | Ruta 1 a Ueno (solo se puede acceder desde el circuito interno). Ruta 6 a JCT Hakozaki seguir por vía Ruta 9 para empalmar con Ruta Bayshore (ruta costera). Ruta 6 a JCT Ryōkoku seguir por vía Ruta 7 para accesar a Chiba. Ruta 6 cruza a C3 Autopista Tokyo-Gaikan y empalma con Jōban Expressway. |                                                     | Chūō    | Tokio |
| 11 EX EN | 0.8  | Takarachō (宝町)       | | Salida circuito externo / Entrada circuito interno  | Chūō    | Tokio |
| - JCT | 1.0  | Kyōbashi (京橋)        | Tokyo Expressway (KK Expressway) a Ginza y Shinbashi (Minato). | Acceso desde circuito exterior solamente            | Chūō    | Tokio |
| 12 EX EN | 1.6  | Kyōbashi (京橋)        | | Salida circuito interno / Entrada circuito externo  | Chūō    | Tokio |
| 13 EX | 1.7  | Shintomichō (新富町)   | | Salida circuito externo                             | Chūō    | Tokio |
| 14 EX | 1.9  | Shintomichō (新富町)   | | Salida circuito interno                             | Chūō    | Tokio |
| 15 EX EN | 2.0  | Ginza (銀座)           | | Salida circuito externo / Entrada circuito interno  | Chūō    | Tokio |
| 16 EX EN | 2.5  | Ginza (銀座)           | | Salida circuito interno / Entrada circuito externo  | Chūō    | Tokio |
| 18 EX EN | 3.2  | Shiodome (汐留)        | | Salida circuito interno / Entrada circuito externo  | Chūō    | Tokio |
| - JCT | 3.4  | Shiodome (汐留)        | Ruta Yaesu a Kita-Ikebukuro. | Acceso desde circuito interior solamente            | Chūō    | Tokio |
| - JCT | 4.3  | Hamasakibashi (浜崎橋) | Ruta 1 a JCT Shibaura seguir por vía Ruta 11 para empalmar con Ruta Bayshore y Aeropuerto Internacional de Haneda. |                                                     | Minato  | Tokio |
| 19 EX EN | 5.2  | Shibakōen (芝公園)     | Torre de Tokio | Salida circuito externo / Entrada circuito interno  | Minato  | Tokio |
| 20 EX EN | 5.7  | Shibakōen (芝公園)     | | Salida circuito interno / Entrada circuito externo  | Minato  | Tokio |
| - JCT | 6.6  | Ichinohashi (一ノ橋)   | Ruta 2 a Meguro y empalme con Ruta Nacional 1 (Ruta Tokio Osaka). |                                                     | Minato  | Tokio |
| 21 EX EN | 7.2  | Iikura (飯倉)          | Roppongi | Salida circuito externo / Entrada circuito interno  | Minato  | Tokio |
| - JCT | 7.8  | Tanimachi (谷町)       | Ruta 3 a Shibuya después empalma con Tōmei Expressway. |                                                     | Minato  | Tokio |
| 23 EX EN | 8.8  | Kasumigaseki (霞が関)  | Edificio de la Dieta | Salida circuito exterior / Entrada circuito interno | Chiyoda | Tokio |
| 24 EX EN | 9.2  | Kasumigaseki (霞が関)  | Edificio de la Dieta | Salida circuito interno / Entrada circuito externo  | Chiyoda | Tokio |
| - JCT | 10.2 | Miyakezaka (三宅坂)    | Ruta 4 a Shinjuku después empalma con Chūō Expressway. |                                                     | Chiyoda | Tokio |
| 25 EX EN | 11.6 | Daikanchō (代官町)     | Chidorigafuchi Park | Salida circuito externo / Entrada circuito interno  | Chiyoda | Tokio |
| 26 EX | 12.0 | Kitanomaru (北の丸)    | Kitanomaru Park | Salida circuito interno / Entrada circuito externo  | Chiyoda | Tokio |
| - JCT | 12.3 | Takebashi (竹橋)       | Ruta 5 a Ikebukuro posteriormente cruza la C3 Autopista Tokyo-Gaikan. |                                                     | Chiyoda | Tokio |
| 28 EX EN | 12.9 | Kandabashi (神田橋)    | | Salida circuito interno / Entrada circuito externo  | Chiyoda | Tokio |
| 29 EX EN | 13.2 | Kandabashi (神田橋)    | | Salida circuito externo /Entrada circuito interno   | Chiyoda | Tokio |
| - JCT | 13.3 | Kandabashi (神田橋)    | Ruta Yaesu a Marunouchi y Ōta. |                                                     | Chiyoda | Tokio |
| 30 EX EN | 14.0 | Gofukubashi (呉服橋)   | | Salida circuito interno / Entrada circuito externo  | Chūō    | Tokio |
| 31 EX EN | 14.2 | Edobashi (江戸橋)      | | Salida circuito externo / Entrada circuito interno  | Chūō    | Tokio |
| - JCT | 14.3 | Edobashi (江戸橋)      | Ruta 1 a Ueno (solo se puede acceder desde el circuito interno). Ruta 6 a JCT Hakozaki seguir por vía Ruta 9 para empalmar con Ruta Bayshore (ruta costera). Ruta 6 a JCT Ryōkoku seguir por vía Ruta 7 para accesar a Chiba. Ruta 6 cruza a C3 Autopista Tokyo-Gaikan y empalma con Jōban Expressway. |                                                     | Chūō    | Tokio |
| A través de las Ruta 5 en JCT Itabashi o Ruta 6 en JCT Kosuge acceso a la ruta Anillo medio C2 para llegar a JCT Kōhoku y tomar la Ruta S1 y empalmar en JCT Kawaguchi con C3 Autopista Tokyo-Gaikan y/o Tōhoku Expressway. |      |                        | |                                                     |         |       |

## JCT Edobashi - Ruta Asiática 1
La autopista  Ruta Asiática 1 (AH1), es la ruta más larga de la Red de carreteras asiáticas, con una longitud de 20.557 km desde JCT Edobashi en Tokio, une a Japón a través de Corea, China, Hong Kong, el Sudeste Asiático, Bangladés, India, Pakistán, Afganistán e Irán, hasta la frontera entre Turquía y Bulgaria al oeste de Estambul, con la  Ruta europea E80.